# Ayelet Zurer

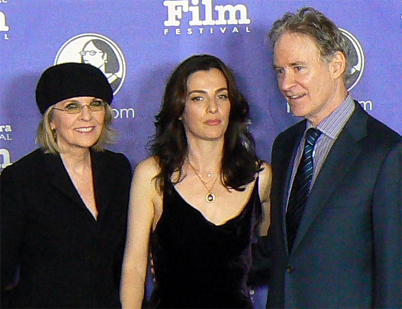
Ayelet Zurer (Mitte) gemeinsam mit Diane Keaton und Kevin Kline bei der Premiere ihres Films Darling Companion auf dem Santa Barbara Film Festival (2012)

Ayelet July Zurer (hebräisch איילת זורר; * 28. Juni 1969 in Tel Aviv) ist eine israelische Schauspielerin. Das frühere Model begann ab den 1990er Jahren eine Schauspielkarriere einzuschlagen und avancierte zu einer der populärsten Darstellerinnen Israels. Bisher trat sie in mehr als 40 Film- und Fernsehrollen, überwiegend Dramen, in Erscheinung. Einem breiten Publikum wurde sie vor allem durch ihre Hauptrolle in dem israelischen Spielfilm Nina’s Tragedies (2003) und Auftritten im internationalen Kino wie München (2005), 8 Blickwinkel (2008) oder Illuminati (2009) bekannt.

## Leben
Ayelet Zurer wurde 1969 in Israel geboren. Sie wuchs in Tel Aviv auf und galt laut eigenen Aussagen in ihrer Kindheit als scheu. Als Jugendliche begann sie schließlich als Model zu arbeiten, absolvierte den Militärdienst und schrieb sich an einer Schauspielschule ein. Zuvor hatte sie einen Freund zu einem Vorsprechen begleitet. Der eigentliche Beweggrund für Zurer, Schauspielunterricht zu nehmen, waren ihre Freunde, die auf dieselbe Schule gingen. Erst nach der Rolle eines jungen Mannequins in einer Schulaufführung von Rainer Werner Fassbinders Stück Die bitteren Tränen der Petra von Kant, in der sie von eigenen Erfahrungen als Model in Japan profitieren konnte, fasste sie den Entschluss, eine Karriere als Schauspielerin einzuschlagen. Ab Anfang der 1990er Jahre begann Zurer im israelischen Kino und Fernsehen Fuß zu fassen. Ihr Spielfilmdebüt gab sie 1991 mit einer Nebenrolle an der Seite von Sophie Marceau und Richard Berry in Alexandre Arcadys Drama Im Schatten der Golanhöhen. 1996 besuchte sie erstmals die Vereinigten Staaten und arbeitete später in New York mit der Habitual Theatre Group zusammen und studierte bei George Morrison am New Actors Workshop, dessen Mitbegründer der bekannte Filmregisseur Mike Nichols ist.„Ich sah diesen Schritt nicht darin, irgendetwas aufzugeben, sondern vorwärts zu kommen.“, so Zurer über ihren Weggang aus Israel.
Den Durchbruch als Filmschauspielerin in ihrem Heimatland ebnete Zurer die weibliche Hauptrolle neben Yehezkel Lazarov in Yossi Somers Liebesdrama The Dybbuk of the Holy Apple Field. Die israelische Version des Romeo und Julia-Stoffes, lose auf einem Theaterstück von Sholom Ansky basierend, brachte ihr 1997 eine Nominierung für den Israelischen Filmpreis ein. Daraufhin agierte sie in so unterschiedlichen Rollen wie als Kellnerin in einem griechisch-jüdischen Dorf (Desperado Square, 2001), als Beckie in der Pinchas-Rutenberg-Biografie Rutenberg (2003), als vergewaltigte und misshandelte Sozialarbeiterin in Arnon Zadoks Wild Dogs (2007) und als nervöse und attraktive Titelheldin in Savi Gavisons Tragikomödie Nina’s Tragedies (2003), die zum Objekt der Begierde ihres vierzehnjährigen Neffen avanciert. Für alle diese Filme wurde Zurer für den Ophir Award, den nationalen Filmpreis Israels nominiert. Die Trophäe als Beste Hauptdarstellerin brachte ihr schließlich Nina’s Tragedies ein. 2003 konkurrierte der Film auch als offizieller israelischer Kandidat für eine Oscar-Nominierung in der Kategorie Bester fremdsprachiger Film und machte die Schauspielerin einem internationalen Publikum bekannt. So bewertete Filmkritiker Stephen Holden von der The New York Times Zurer aufgrund ihrer Schönheit und „lebhaften Exzentrizität“ als israelische Antwort auf die junge Diane Keaton. 2005 bewarb sich Zurer dann erfolgreich für den Part der schwangeren und verständnisvollen Ehefrau eines Mossad-Agenten (gespielt von Eric Bana) in Steven Spielbergs München. Mit Spielbergs filmischer Aufarbeitung der geheimen israelischen Vergeltungsmaßnahmen, die auf den palästinensischen Überfall bei den Olympischen Spielen 1972 in München folgen, feierte die Israelin ihr Debüt im internationalen Kino und erhielt Lob seitens der Kritiker. Ihre erste englischsprachige Rolle sah Zurer daraufhin als „große Chance“ für den Einstieg in das amerikanische Filmgeschäft. Seitdem plant sie, sich eine zweigleisige Karriere in der israelischen und US-Filmindustrie aufzubauen, wofür sie unter anderem mit einem Sprachtrainer arbeitete, um ihren leichten Akzent abzulegen.
Einem breiten Fernsehpublikum blieb Zurer in ihrer Heimat durch die Rolle der liebeskranken Na’ama in der Fernsehserie BeTipul (2005) präsent, in der ein Psychotherapeut (gespielt von Assi Dayan) sein Leben hinterfragt und selbst seinen früheren Therapeuten aufsucht. Dem erfolgreichen Format bediente sich der US-amerikanische Fernsehsender HBO, der 2008 die Serie In Treatment – Der Therapeut mit Gabriel Byrne als Titelhelden konzipierte, in der Melissa George Zurers preisgekrönte Rolle übernahm. Ihr komödiantisches Talent konnte die israelische Schauspielerin daraufhin durch die Sketch Comedy Gomrot Holchot (2006) unter Beweis stellen. Diese orientiert sich am britischen Format Smack the Pony und kreist um drei Frauen, die in Tel Aviv leben. 2007 war Zurer mit Fugitive Pieces in ihrer zweiten internationalen Kinorolle zu sehen, nachdem der Regisseur Jeremy Podeswa durch München und Nina’s Tragedies auf sie aufmerksam geworden war. In dem Holocaust-Drama besetzte sie Podeswa als russische Immigrantin Michaela, die das Trauma und die Schmerzen des erwachsenen Titelhelden (dargestellt von Stephen Dillane) versteht und zu akzeptieren lernt. Ein Jahr später agierte Zurer als Terroristin und Femme fatale in Pete Travis’ 8 Blickwinkel. In dem Politthriller, der sich einem Attentat auf einen internationalen Anti-Terror-Gipfel annimmt, waren so bekannten Berufskollegen wie Dennis Quaid, Eduardo Noriega, Forest Whitaker oder William Hurt ihre Filmpartner.
Bis 2009 folgten drei weitere Hauptrollen im internationalen Kino, darunter Ron Howards Literaturverfilmung Illuminati mit Tom Hanks, die auf Dan Browns gleichnamigem Bestseller basiert. Den Part der Physikerin und Meeresbiologin Vittoria Vetra hatte sich Zurer zuvor gegen so etablierte Hollywood-Schauspielerinnen wie Naomi Watts sichern können. 2011 folgte die weibliche Hauptrolle neben Josh Lucas in Chris Eyres Drama A Year in Mooring, ein Jahr später eine Nebenrolle in Lawrence Kasdans Darling Companion an der Seite von u. a. Diane Keaton, Kevin Kline, Dianne Wiest und Richard Jenkins. 2013 übernahm sie in Zack Snyders Comic-Verfilmung Man of Steel die Rolle der leiblichen Mutter des Titelhelden (gespielt von Henry Cavill), Lara Lor-Van und ersetzte damit die ursprünglich vorgesehene Julia Ormond.
Ayelet Zurer ist mit ihrem Landsmann Gilad Londovski verheiratet. Aus der Beziehung mit Londovski ging ein gemeinsamer Sohn hervor, der 2005 geboren wurde. Neben ihrer Schauspielkarriere arbeitete sie in der Vergangenheit nebenberuflich als Buchillustratorin.

## Filmografie (Auswahl)

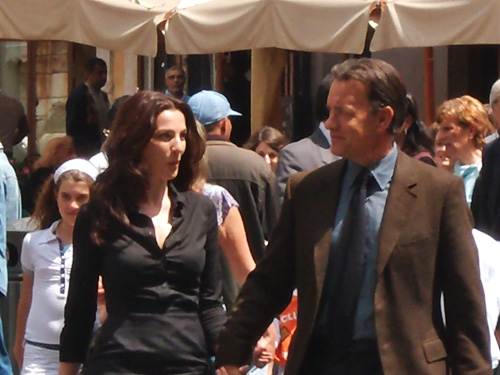
Zurer gemeinsam mit Tom Hanks bei den Dreharbeiten zu Illuminati (2008)

- 1991: Im Schatten der Golanhöhen (Pour Sacha)
- 1993: The Revenge of Itzik Finkelstein (Nikmato Shel Itzik Finkelstein)
- 1996: The Dybbuk of the Holy Apple Field (Ha Dybbuk B’sde Hatapuchim Hakdoshim)
- 2001: Laila Lelo Lola
- 2001: Desperado Square (Kikar Ha-Halomot)
- 2003: Nina’s Tragedies (Ha-Asonot Shel Nina)
- 2003: Rutenberg (Ish HaHashmal)
- 2004: Maktub
- 2004: Something Sweet (Mashehu Matok)
- 2005: BeTipul (Fernsehserie, 9 Folgen)
- 2005: München (Munich)
- 2006: Gomrot Holchot (Fernsehserie, Folge 1x01)
- 2007: Fugitive Pieces
- 2007: Wild Dogs (Rak Klavim Ratzim Hofshi)
- 2008: 8 Blickwinkel (Vantage Point)
- 2008: Ein Leben für ein Leben – Adam Resurrected (Adam Resurrected)
- 2008: Lightbulb
- 2009: Ingenious
- 2009: Illuminati (Angels & Demons)
- 2011: A Year in Mooring
- 2012: Darling Companion
- 2012: Halo 4: Forward Unto Dawn (Miniserie, 5 Folgen)
- 2013: Shtisel (Fernsehserie, 12 Folgen)
- 2013: Die Geiseln (Bnei Aruba, Fernsehserie, 10 Folgen)
- 2013: Man of Steel
- 2013: Touch (Fernsehserie, Folge 2x02 Closer)
- 2015: Last Days in the Desert
- 2015: Last Knights – Die Ritter des 7. Ordens (Last Knights)
- 2015, 2018: Marvel’s Daredevil (Fernsehserie, 11 Folgen)
- 2015: 40 Tage in der Wüste (Last Days in the Desert)
- 2016: Ben Hur (Ben-Hur)
- 2017: Taken – Die Zeit ist dein Feind (Taken, Fernsehserie, Folge 1x08 Leah)
- 2017: Transparent (Fernsehserie, Folge 4x06 I Never Promised You a Promised Land)
- 2017: Milada
- 2019, 2022: Legacies (Fernsehserie, 2 Folgen)
- 2019: Shepherd: The Story of a Jewish Dog
- 2020: Losing Alice (Fernsehserie, 8 Folgen)
- 2021: You – Du wirst mich lieben (You, Fernsehserie, 2 Folgen)
- 2022: Moonhaven (Fernsehserie, 6 Folgen)
- 2022: Law & Order: Organized Crime (Fernsehserie, 2 Folgen)
- 2024: The Best Worst Thing (Fernsehserie, 8 Folgen)
- seit 2025: Daredevil: Born Again (Fernsehserie)
- 2025: Das Haus David (House of David, Miniserie)

## Auszeichnungen
Ophir Award
- 1997: nominiert als Beste Hauptdarstellerin für The Dybbuk of the Holy Apple Field
- 2000: nominiert als Beste Nebendarstellerin für Desperado Square
- 2001: nominiert als Beste Hauptdarstellerin für Rutenberg
- 2003: Beste Hauptdarstellerin für Nina’s Tragedies
- 2006: nominiert als Beste Nebendarstellerin für Wild Dogs

Awards of the Israeli Television Academy
- 2006: Beste Darstellerin für BeTipul